# Sarah McLachlan
Sarah Ann McLachlan (Halifax, 28 gennaio 1968) è una cantautrice canadese.

## Biografia
È nata e cresciuta in Nuova Scozia, dove ha studiato alla scuola di arte e design, ma oggi vive a Vancouver.
La sua casa discografica, Nettwerk, pubblicò il suo primo album nel 1988. Il suo album che finora ha venduto di più è Surfacing, grazie al quale ha vinto quattro Juno Awards e tre Grammy Awards. Oltre alle sue personali uscite discografiche con relativi tour, ha organizzato il festival femminile musicale Lilith Fair dal 1997 al 1999. Molti dei soldi ricavati dai concerti sono andati al movimento per le donne.  Nel 1998 ha ricevuto l'Elizabeth Cady Stanton Visionary Award, il premio intitolato all'attivista Elizabeth Cady Stanton, per il supporto alla musica femminile.
Nel 1997 ha sposato il suo batterista, Ashwin Sood, da cui ha annunciato la separazione nel 2008. Hanno due figlie, India, nata nel 2002 e Taa-Jah, nata nel 2007.
Nel 2004 ha suonato per le vittime dello Tsunami, e nel 2005 ha partecipato al Live 8.
I suoi più grandi successi sono "The Path of Thorns", "Into the Fire", "Possession", "Building a Mystery", "Sweet Surrender", "Adia", "Angel", "I Will Remember You", "World on Fire" e "Answer".

## Discografia

### Album in studio
- 1988 – Touch
- 1991 – Solace
- 1993 – Fumbling Towards Ecstasy
- 1997 – Surfacing
- 2003 – Afterglow
- 2006 – Wintersong
- 2010 – Laws of Illusion
- 2014 – Shine On
- 2016 – Wonderland

### Album di remix
- 1995 – The Freedom Sessions
- 2001 – Remixed
- 2005 – Bloom

### Album dal vivo
- 1992 – Live EP
- 1999 – Mirrorball
- 2004 – Afterglow Live
- 2006 – Mirrorball: The Complete Concert
- 2006 – Live from Etown: 2006 Christmas Special

### Raccolte
- 1996 – Rarities, B-Sides and Other Stuff
- 2005 – iTunes Originals: Sarah McLachlan
- 2008 – Closer: The Best of Sarah McLachlan
- 2008 – Rarities, B-Sides and Other Stuff, Volume 2
- 2008 – Fumbling Towards Ecstasy - legacy edition

### Altri album
- 2010 – Murmers (pubblicato solo per il fan club ufficiale)